# Demond Greene
Pour les articles homonymes, voir Greene.
Demond Greene, né le 15 juin 1979 à Fort Hood, au Texas, est un joueur de basket-ball germano-américain, évoluant au poste de meneur. 

## Jeunesse
Il naît à Fort Hood, au Texas, d'un père américain et d'une mère allemande. Il grandit avec sa mère à Aschaffenburg
.

## Carrière
De 1997 à 2002, Greene jouera avec DJK Wurtzbourg, où il avait comme coéquipier Dirk Nowitzki. Greene deviendra l'un des meilleurs shooteurs allemands lors des saisons jouées au Bayer Giants Leverkusen entre 2002 et 2005. Il jouera ensuite pendant deux ans pour Brose Baskets de Bamberg et un an pour Alba Berlin. Il poursuivra sa carrière au club grec Olympia Larissa BC. De 2010 à 2014, Greene jouera avec le numéro 24 au Bayern Munich.

### Palmarès
- Finaliste du championnat d'Europe 2005